# Ingeborg Tott
Ingeborg Åkesdotter Tott o Ingeborg Aagesdotter de los Tott (c. 1440-Häme, diciembre de 1507), en vida llamada Ingeborg Åkesdotter o sencillamente Fru Ingeborg (Lady Ingeborg), fue una noble sueca, esposa del regente sueco Sten Sture el Viejo (reinados: 1470-1497 y 1501-1503). Fue condesa de Häme, en Finlandia. Actuó como reina consorte de facto de Suecia por más de tres décadas y participó en asuntos de estado durante el reinado de su esposo.

## Primeros años
Ingeborg era la hija del noble danés y miembro del riksråd Aage Axelsson Tott (1405-1477), gobernador del castillo de Örebro en Suecia, y de la noble sueca Märtha Bengtsdotter de la familia Vinstorpa (murió en 1480). Perteneció a la élite de la nobleza sueca-danesa de su época y estaba emparentada con la infame Brita Tott.
En 1464, Ingeborg fue comprometida con el noble noruego Hans Sigurdsen, hijo del drots Sigurd Jonsen, pero él murió antes de que pudieran casarse. En 1467, contrajo matrimonio con el noble sueco Sten Sture el Viejo. No tuvieron descendencia. Sten Sture era sobrino del rey Carlos VIII de Suecia por parte de madre, y el tío paterno de Ingeborg, Ivar Axelsson Tott, era el yerno de Carlos VIII por su matrimonio con la princesa Magdalena de Suecia.

## Esposa del regente
En 1470, Sten Sture el Viejo fue elegido regente de Suecia después de la muerte de su tío, Carlos VIII. Mientras que Sten se convirtió en rey en todo sentido excepto en título, Ingeborg obtuvo el puesto de reina de facto como la primera dama en rango en la corte sueca. La corte de Sten y de Ingeborg fue descrita como alegre.
En 1476, se le concedió a Ingeborg igual derecho que sus hermanos a la herencia de sus padres.

### Influencia política
Ingeborg ha sido descrita como sensata, de carácter valiente e intelectualmente capaz, y la igual a su esposo. El matrimonio fue considerado feliz. En la correspondencia entre Sten e Ingeborg, el regente se refirió a ella como, "Min kära hjärtans stallbroder" ('Mi mejor amiga y camarada del corazón'), y le permitió participar en asuntos estatales. Ingeborg se hizo conocida por su lealtad hacia Sten y Suecia contra su país de nacimiento, Dinamarca. En la ausencia de Sten, Ingeborg, según las crónicas, gobernó sabiamente sobre fortalezas y condados. Su implicación política es aparente en su correspondencia con Sten. En 1503, por ejemplo, una carta está preservada con el mensaje de que él recibió su informe, que una reunión entre el Liga Hanseática y el monarca danés iba a tener lugar (información que Ingeborg había extraído de un barco de Lübeck), y Sten le dio la tarea de descubrir cuándo y donde esta reunión se llevaría a cabo.
Durante la batalla de Brunkeberg en 1471, Ingeborg invitó a la gente pobre de Estocolmo al castillo de Tre Kronor, donde distribuyó alimentos entre ellos a cambio de sus oraciones para la victoria de los suecos contra los daneses, y después ella y sus damas de compañía observaron la batalla desde los muros del castillo, orando por una victoria.
En 1483, durante la ausencia de Sten en la isla de Gotland, un disturbio tuvo lugar en Estocolmo cuando el noble Sten Kristiansson Oxentstierna asesinó a un plebeyo, y la gente intentó lincharlo en venganza. En esta ocasión, Ingeborg salió a las calles en un intento de calmar la situación, pero cayó a suelo y casi fue pisoteada hasta morir por la multitud. Al regreso del regente, él se enfureció tanto por este incidente que el consejo tuvo que impedir que Sten se vengara de la ciudad. Según se dice, su advertencia a la ciudad de Estocolmo en esta ocasión mantuvo la paz por el resto de su reinado.

### Patronaje
Ingeborg tenía interés en la ciencia, teología y la educación. En 1477, animó la fundación de la primera universidad en Suecia, la Universidad de Upsala. Actuó como patrona de la ciencia y la literatura, e hizo donaciones para financiar bibliotecas, así como la impresión y traducciones de libros. Ingeborg encargó el De dignitate et utilitate psalteriibeatae Mariae virginis por Alano de la Roca, el cual fue completado en 1498. También se interesó por la religión. Fue patrona de la Orden de los Carmelitas Descalzos como benefactora del convento de Varberg, el cual fue fundado por su padre. En 1493, actuó como patrona del primer convento de la Orden de los Cartujos en Suecia, el convento de Mariefred.

### Interludio y segunda regencia
En 1497, la unión nominal con Dinamarca se convirtió otra vez en un hecho cuando Juan I de Dinamarca fue elegido rey de Suecia. Así, Sten perdió su posición de regente. Él e Ingeborg se trasladaron a Finlandia, donde mantuvieron una gran corte en el castillo de Häme.
En 1501, Juan I de Dinamarca fue depuesto como rey de Suecia en una rebelión y Sten Sture otra vez fue elegido regente de Suecia. Estocolmo, que estuvo defendida contra los rebeldes por la reina de Dinamarca, Cristina de Sajonia, se rindió a las fuerzas suecas después de un asedio el 9 de mayo de 1502. Después de la rendición, la reina Cristina se entregó a Ingeborg, quien se reunió con la reina en las puertas del castillo, y le escoltó hacia la abadía de Vadstena, el lugar de su encarcelamiento. Debido a la participación de su esposo en la rebelión contra el monarca danés, las propiedades de Ingeborg en Dinamarca, las cuales había heredado de sus padres, fueron confiscadas por la corona danesa.

### Muerte de Sten Sture
Sten Sture murió en Jönköping el 14 de diciembre de 1503, de regreso a casa después de haber escoltado a la reina Cristina de Sajonia hacia Dinamarca. Ingeborg se encontraba en Estocolmo en ese entonces, e inicialmente no fue notificada de su muerte. Su doctor, Hemming Gadh, impidió que la noticia de la muerte de Sten Sture llegara a ella, y en cambio informó a Svante Sture en el castillo de Stegeborg, un pariente de Sten Sture que en ese entonces estaba en conflicto con Sten debido a su ambición de ser elegido regente de Suecia. El propósito era que se eligiera a Svante Sture como regente sin problemas de parte del monarca danés o de Ingeborg y sus seguidores.
Hubo preocupaciones de que Ingeborg, quien estaba al mando de los baluartes de Suecia y Finlandia en nombre de su esposo, particularmente las de Estocolmo y Kalmar, se opusiera a Svante y ordenara que los soldados de estos baluartes se opusieran al nuevo gobierno. Se creía que ella podía hacer esto fácilmente si le informaban de la muerte de Sten antes de que los soldados recibieran su paga, la cual tenía fecha para ese tiempo: el salario de los soldados del castillo de Kalmar estaba de camino a allí pero cuando el mensajero de Ingeborg oyó de la muerte de Sten, se detuvo. Gadh aconsejó a Svante que ordenara que la muerte de Sten le sea ocultada a Ingeborg hasta que el pago de los salarios llegara a Kalmar, que arrestase al mensajero de Ingeborg, y que si ella decidía viajar a Kalmar, fuera detenida en el camino. La muerte de Sten Sture no se notificó hasta el último momento para impedir que Ingeborg y sus seguidores tomaran cualquier acción: el cadáver de Sten fue escondido durante el viaje de regreso hacia Estocolmo y un criado similar en su aspecto a Sten se hizo pasar por él hasta que llegaron a la capital. Ingeborg no fue informada de la muerte de su esposo hasta que el cortejo llegó a la capital, y fue así incapaz de tomar cualquier medida.

## Últimos años
En enero de 1504, Svante Sture fue elegido regente de Suecia. Ingeborg le cedió los baluartes de Suecia y Finlandia, pero ordenó que fueran vaciados de armamentos y suministros de los soldados.
Como viuda, a Ingeborg se le concedió el castillo de Häme en Finlandia como su feudo. En 1505, su derecho como comandante del castillo fue cuestionado por el consejo, quienes enviaron al esposo de su sobrina, Folke Gregerinpolka, para tomar su puesto. Ingeborg le cerró las puertas del castillo, desafió al consejo y declaró que el castillo tendría dos amos. Fue apoyada por la gente y parte de la nobleza, lo que obligó a Folke Gregerinpolka a retirarse. Como comandante del castillo, los alguaciles y los gobernadores de la zona estaban bajo las órdenes de Ingeborg. Murió en diciembre de 1507.

## Legado
Se cree que la princesa en el conjunto de esculturas de San Jorge y el Dragón en la Catedral de San Nicolás en Estocolmo, las cuales fueron creadas entre 1471 y 1475, está inspirado en la apariencia de Ingeborg.